# 林群
林群（1935年7月—），男，福州连江人，中国数学家，无党派人士。

## 生平
1949年至1952年就读于福州一中。1956年毕业于厦门大学。1993年当选为中国科学院院士。1995年5月，中国数学会第七次代表大会在北京清华大学举行，会议选举产生了77名理事，并召开理事会第一次会议，他出任副理事长。2015年获得华罗庚数学奖。

## 研究成果
- 在有限元计算中提出使用“最优剖分”和“最优形函数表示”原则。
- 在工程计算中发现了“超收敛”不是个别点的现象，而是一个整体现象。在推进工程计算的理论研究的同时，证明了在流体计算中也是“超收敛”现象。
- 与群体协作建立了包括算子迭代、校正和外推在内的高精度算法的系统理论，提出了既可保证算法的高精度又无需引进复杂算法的新的技术路线。

## 评价
其算法被称为“林群迭代”、“林方法”并广泛引用。

## 职务与荣誉
- 中国科学院系统科学研究所副所长
- 世界科学院院士
- 第九、十届全国人大代表
- 中国科学院自然科学奖一等奖
- 捷克科学院“数学科学成就荣誉奖章”
- 华罗庚数学奖